# Protoleptoneta
Genre
Protoleptoneta est un genre d'araignées aranéomorphes de la famille des Leptonetidae.

## Distribution
Les espèces de ce genre se rencontrent en Bulgarie,  en Italie, en France et en Autriche.

## Liste des espèces
Selon World Spider Catalog (version 14.5, 2014) :
- Protoleptoneta baccettii (Brignoli, 1979)
- Protoleptoneta beroni Deltshev, 1977
- Protoleptoneta bulgarica Deltshev, 1972
- Protoleptoneta italica (Simon, 1907)

## Publication originale
- Deltshev, 1972 : A new genus of Bulgarian cave spiders (Protoleptoneta bulgarica n.g., n. sp.). International Journal of Speleology, vol. 4, p. 275-283 (texte intégral).